# Utetheisa shiba
Utetheisa shiba là một loài bướm đêm thuộc phân họ Arctiinae, họ Erebidae.